# Lola De Angelis
Lola De Angelis, née le 12 décembre 1993 à Toulouse (Haute-Garonne), est une joueuse française de basket-ball.

## Clubs
| Saisons   | Équipe                    | Pays   |
| 2003-2008 | Toulouse Cheminots        | France |
| 2008-     | Toulouse Métropole Basket | France |

## Palmarès
- Médaillée d’argent au Mondial Cadettes en 2010
- Médaillée d’argent à l’Euro Juniors en 2011